# Brvenica (gmina Raška)
Brvenica (cyr. Брвеница) – wieś w Serbii, w okręgu raskim, w gminie Raška. W 2011 roku liczyła 249 mieszkańców.